# Arquidiócesis de York (antigua)
La arquidiócesis de York (en latín: Archidioecesis Eboracensis y en inglés: Archdiocese of York) fue una circunscripción eclesiástica de la Iglesia católica en el Reino Unido. Se trataba de una arquidiócesis latina, sede metropolitana de la provincia eclesiástica de York. Desde 1354 los arzobispos de York usaban el título de primado de Inglaterra. Por el Acta de Supremacía del Parlamento de Inglaterra del 8 de mayo de 1559 fue convertida en la diócesis de York de la Iglesia de Inglaterra.

## Territorio y organización

Mapa de las diócesis de Inglaterra

La arquidiócesis extendía su jurisdicción sobre los fieles católicos de rito latino residentes en el noreste de Inglaterra en el condado histórico de Yorkshire.
La sede de la arquidiócesis se encontraba en la ciudad de York, en donde se halla la Catedral de San Pedro, que desde la Reforma anglicana en el XVI||s pertenece a la Iglesia de Inglaterra.
La arquidiócesis tenía como sufragáneas a las diócesis de: Durham, Carlisle y Chester (añadida como cismática en 1541 y reconocida durante el breve reinado de María I).
Al momento de la supresión, la arquidiócesis estaba dividida en cinco arcedianatos: York, Cleveland, East Riding, Nottingham y Richmond.

## Historia
Eboracum (nombre latino de York) fue fundada como ciudad y fortificación romana en los años 70 d. C. Ya era obispado en la época romana, pero el único obispo documentado de este período es Eborio, presente en 314 en el Concilio de Arlés en Francia, que aparece en notas del concilio como Eborus episcopus de civitate Eboracensis. La tradición transmite los nombres de otros obispos, no comprobados históricamente. Los obispos de York también asistieron a los concilios de Nicea (325), Sárdica (347) y Ariminus, lo que indica una presencia cristiana en la ciudad durante la mayor parte del siglo IV.
Con la evacuación romana en 410, la llegada de los anglos, sajones y jutos a mediados del siglo V puso fin a las estructuras cristianas en toda la isla de Britania, que se convirtió al paganismo. Las fuentes escritas sobre la influencia cristiana que permaneció en Inglaterra son pocas, pero el énfasis va desde los obispos hasta los monasterios y una influencia de los monjes irlandeses. Esto es especialmente cierto en las partes del norte de la isla. Por esta presencia cristiana, el papa Gregorio Magno a finales del siglo VI se encargó de evangelizar a los nuevos pueblos que llegaban a Britania, enviando un grupo de 40 misioneros encabezados por el monje Agustín, que llegaron a Canterbury y establecieron la diócesis de Canterbury en 597. Gregorio Magno tenía la intención de establecer un metropolitano para el sur de Inglaterra y otro para el norte de Inglaterra, más específicamente en la antigua fortaleza romana de Eboracum.
Varios de los misioneros de Agustín realizaron viajes misioneros al norte de Inglaterra. En 625 Edwino, que reinó en Deira (Yorkshire), Bernicia (Northumbria) y Lindisi (Lindsey), se casó con la hija del rey Ethelberto de Kent, que había brindado hospitalidad a los misioneros romanos y se había convertido al cristianismo. Fue en esa ocasión que uno de los compañeros de Agustín, Paulino, recibió el encargo de escoltar a Etelburga de Kent hasta su nuevo esposo y llegó a la corte de Edwino, habiendo sido consagrado obispo. Un resultado victorioso en una batalla convenció al rey de adherirse a la fe de Paulino, y con él a todo su pueblo. La conversión masiva de los sajones del norte fue decidida por el Witenagemont, la gran asamblea del reino. Edwino fue bautizado por Paulino en la Pascua de 627 en una sencilla iglesia de madera en York. El rey también lo nombró obispo de York y comenzó a construir la primera iglesia de piedra en el lugar donde hoy se encuentra la catedral (llamada en inglés York Minster).
El éxito inicial de la misión de Northumbria sufrió un severo revés con la muerte en batalla de Edwino, derrotado por Penda, rey de 
Mercia, en la Batalla de Hatfield Chase en 632. Paulino recibió el palio del papa Honorio I mientras huía con la reina a Kent, aunque nunca consagró obispos ni estableció diócesis sufragáneas. Durante tres décadas, la zona estuvo en estrecho contacto con el obispo celta de Lindisfarne. A pesar de que el papa Gregorio había nombrado arzobispo a Agustín con poderes de primado, los obispos celtas se negaron en varias reuniones a aceptar eso. La hegemonía de Penda, que siempre fue pagano, fue definitivamente aniquilada en la Batalla de Winwaed en 654, lo que permitió la reanudación de la evangelización del Reino de Northumbria.
Tras las decisiones del Sínodo de Whitby en 664, la diócesis abacial de Lindisfarne fue suprimida y su territorio incorporado al de York.
En 678 la sede de York cedió porciones de su territorio para la erección de la diócesis de Hexham (más tarde parte de la diócesis de Durham). Alrededor de 730 se erigió la diócesis de Whithorn, separando su territorio del de York.
El primer arzobispo de York fue el obispo Egberto, quien recibió el palio del papa Gregorio III en 735. Así la diócesis de York fue elevada al rango de sede metropolitana de la provincia eclesiástica del Norte. Tenía como sedes sufragáneas a las diócesis de Worcester, Lindsey, Lincoln, Escocia, las Islas Orcadas y las Islas Shetland. Egberto creó la escuela de la catedral de San Pedro (St Peter's School) y la Biblioteca en York, utilizadas por la clase más alta. Allí, entre otros, se educó el sacerdote, poeta y académico Alcuino de York, por lo que durante este período, gracias a los esfuerzos de los arzobispos locales, York fue la sede de un importante centro de estudios.
Desde 793, con el ataque a la abadía de Lindisfarne, la invasión vikinga llevó el regreso del paganismo nórdico. Durante el siglo IX fueron destruidas todas las diócesis sufragáneas de York, es decir, en general todas las del este de Inglaterra, área que se convirtió en el Danelaw. En la propia York, la diócesis pasó a la clandestinidad durante varias décadas. El papel de la diócesis no está claro y el arzobispo de Canterbury tuvo una gran influencia en este período. Ambos primados disputaron frecuentemente sobre sus derechos de primacía hasta que el papa Inocencio IV (1352-1362) decidió finalmente la cuestión, disponiendo que tanto el arzobispo de Canterbury como el de York debían ser reconocidos como metropolitanos en la provincia eclesiástica del otro, y cuando se encontrasen en el mismo lugar debían caminar uno al lado del otro. Pero mientras que el arzobispo de York podía conservar el título de primado de Inglaterra, el arzobispo de Canterbury en adelante debía ser llamado primado de toda Inglaterra y ser el principal representante de la Iglesia en Inglaterra.
El primer arzobispo normando fue Thomas de Bayeux, quien asumió el cargo después de que Guillermo el Conquistador invadiera y saqueara Inglaterra. La catedral de York fue incendiada y la diócesis sufrió muchos estragos y desorden. Alrededor de 1080, Thomas de Bayeux comenzó a construir una nueva catedral en York.
En el siglo XVI, antes del surgimiento del anglicanismo, York tenía las diócesis de Durham y Carlisle como sufragáneas. 

### Reforma anglicana
La arquidiócesis de York jugó un papel importante durante la Reforma anglicana. La arquidiócesis tenía más de 100 monasterios y conventos, entre ellos algunos de los más grandes y famosos de Inglaterra. También había varias otras comunidades más pequeñas y órdenes de caballeros. Las iglesias de la ciudad de York eran conocidas por su tamaño y belleza, y en Ripon y Beverley había grandes colegiatas. Por lo tanto, muchas personas de Yorkshire dependían de los monasterios y capítulos para su propio sustento, como inquilinos, trabajadores o socios comerciales, y había una fuerte afinidad con la Iglesia existente.
El arzobispo de York, Edward Lee, en febrero de 1533 se negó a firmar la declaración de que el matrimonio con del rey Enrique VIII con Catalina de Aragón había sido nulo desde el principio, pero poco después obtuvo del capítulo de York la aprobación de los motivos del divorcio. 
Luego de que el 23 de marzo de 1534 el papa Clemente VII excomulgara el rey Enrique VIII a causa de su divorcio de Catalina de Aragón, el 3 de noviembre de 1534 el Parlamento de Inglaterra aprobó el Acta de Supremacía de 1534
mediante la cual se declaraba que el rey era «only supreme head in earth of the Church of England, called Anglicana Ecclesia», acto formal mediante el cual la Iglesia católica de Inglaterra entraba en cisma con la Santa Sede, transformándose en una Iglesia nacional independiente. El arzobispo Lee transmitió al rey el 1 de junio de 1534 una proclamación que el cabildo catedralicio de York hizo del mes anterior, que decía que el papa no tenía más autoridad legal en suelo inglés que la de un obispo extranjero. 
El 18 de diciembre de 1534 el Parlamento aprobó además la Ley de Traición que castigaba con la pena de muerte a quienes no aceptaran el Acta de Supremacía. A pesar de una profesión de sumisión a la Corona dirigida al rey el 17 de febrero de 1535, se sospechaba que Lee desconfiaba de la hegemonía real en materia religiosa.
Thomas Cromwell fue nombrado vicario general del rey, y en 1536 comenzó a disolver una serie de pequeñas instituciones religiosas y a transferir sus activos a la corona. Estos cambios, junto con las cargas financieras, los cambios en la doctrina de la Iglesia a través de Los Diez Artículos y la impopularidad de Cromwell, provocaron protestas, especialmente entre los creyentes católicos en el norte de Inglaterra.
En Yorkshire el abogado Robert Aske se convirtió en el líder de un levantamiento llamado Peregrinación de Gracia. En octubre de 1536 los peregrinos católicos capturaron la ciudad de York y se aseguraron de que los monjes y monjas expulsados de sus monasterios pudieran retomarlos. El levantamiento reunió a 30 000 peregrinos en York y el rey carecía de suficientes soldados en la zona para retomar la ciudad. El levantamiento se extendió a cuatro condados más, por lo que el duque de Norfolk negoció con Aske, y prometió misericordia a los insurgentes, que se celebraría un parlamento en York y que la disolución de los monasterios se suspendería hasta que se celebrara el parlamento. Cuando el rey no cumplió sus promesas, las protestas se reanudaron. Esta vez, sin embargo, el rey estaba preparado y los manifestantes católicos fueron arrestados o golpeados en pequeños grupos. Aske, los nobles que estaban a su lado y varios abades, monjes, obispos y sacerdotes fueron ejecutados, sumando un total de 200 personas. Así, la Peregrinación de Gracia fue aplastada. El arzobispo Lee el 20 de octubre de 1536 se rindió a los rebeldes y se vio obligado a prestar juramento a la Romería de Gracia. Aunque inicialmente era favorable al movimiento, probablemente sus sentimientos cambiaron, pues el 27 de noviembre reunió a su clero en la catedral para examinar los artículos que se le presentaban, pero pronunció un sermón desfavorable. Ante lo cual el clero se negó a reconocer su autoridad y se vio obligado a dejar temporalmente la sede episcopal.
Después de la Peregrinación de Gracia la disolución de los monasterios cambió de referirse a pequeñas instituciones con poca economía o desviadas de las enseñanzas de la Iglesia para incluir a todos los monasterios y conventos en Inglaterra. Para la arquidiócesis de York esto significó que muchos grandes monasterios fueran saqueados, sus propiedades fueron traspasadas a la corona y los edificios de los monasterio fueran arrasados. Entre ellos el importante monasterio benedictino St Mary's Abbey, situado justo al lado de la catedral de York Minster, que era uno de los más ricos del país.
El Parlamento de acuerdo con Enrique VIII emitió los Seis Artículos en agosto de 1539, por los que se mantuvo la liturgia católica-romana tradicional casi sin cambios en las doctrinas y prácticas de la nueva Iglesia nacional independiente de Inglaterra.
Luego de la muerte de Lee en 1544, el 16 de enero de 1545 el obispo de Llandaff, Robert Holgate, fue trasladado como arzobispo de York por el rey, que ya no solicitaba la aprobación papal. El papa, sin embargo, nombró a Henry de Bruto como arzobispo de York el 19 de febrero de 1546, quien no pudo asumir.
Tras la muerte de Enrique VIII el 28 de enero de 1547 lo sucedió su hijo Eduardo VI. Durante su reinado la Iglesia de Inglaterra llegó a ser teológicamente protestante. El arzobispo Holgate continuó en el cargo y contrajo matrimonio en 1550.
Tras la muerte de Eduardo VI el 6 de julio de 1553 ascendió al trono la católica María I Tudor, quien por ley del Parlamento del 12 de noviembre de 1554 derogó el Acta de Supremacía y luego se abolió toda la legislación religiosa aprobada contra el papado a partir de 1529. En el mismo mes arribó a Inglaterra un legado papal. El obispo Holgate fue encarcelado por estar casado, tras renunciar a su matrimonio fue liberado en enero de 1555, pero no se lo restituyó a la sede. El 21 de junio de 1555 Nicholas Health fue nombrado arzobispo católico de York (el último arzobispo de la sede confirmado por un papa), y poco después además ocupó el cargo de lord canciller. 
El 17 de noviembre de 1558 falleció la reina María y fue sucedida por Isabel I, quien con otra Acta de Supremacía del 8 de mayo de 1559 restauró la independencia de la Iglesia anglicana y rompió definitivamente con la Santa Sede. Desde entonces la diócesis de York es parte de la Iglesia de Inglaterra. El arzobispo Health resistió firmemente los actos de supremacía y uniformidad religiosa de la reina Isabel y fue privado de su sede en 1559. Sin embargo, se mantuvo en buenos términos con la soberana hasta su muerte a fines de 1578. A diferencia de lo que pasaba en otras sedes inglesas en donde se restauró el catolicismo, no hubo herejes quemados mientras gobernó la sede de York. Con su muerte, para la Iglesia católica se interrumpió la sucesión apostólica y por tanto finalizó el episcopado de York. En cambio, según la opinión de la Iglesia anglicana, existe una continuidad entre la serie de obispos antes y después de la Reforma protestante, continuando la diócesis de York en la Iglesia anglicana hasta hoy con la elección por la reina de Thomas Young como arzobispo anglicano de York el 27 de enero de 1561.
La oposición a la nueva Iglesia anglicana continuó en Yorkshire. En la década de 1580, una de ellas, Margarita Clitherow (canonizada en 1970), fue condenada, primero a la cárcel por negarse a asistir a una iglesia anglicana, y luego a la muerte en 1586 por esconder sacerdotes católicos en sus casas y permitirles celebrar la misa católica allí. A principios del siglo XVII los residentes de Yorkshire Guy Fawkes y los hermanos John y Christopher Wright asumieron papeles principales en la Conspiración de la pólvora de 1605, planeada para matar al rey Jacobo I, a su familia y a la mayor parte de la aristocracia protestante y así reintroducir el catolicismo en Inglaterra. Fawkes y los Wright fueron compañeros de clase en la St. Peter's Cathedral School. Otras personas de Yorkshire eran supuestos recusantes, es decir, se negaban a participar en la vida de adoración de la Iglesia de Inglaterra. 
En el siglo XIX se erigió en York una nueva diócesis católica, oficialmente llamada diócesis de Beverley, pero duró poco (1850-1878).

## Episcopologio

### Obispos de York
- Eborius † (mencionado en 314)
- Samson † (507)
- Piraunus † (522)
- Thadiacus † (586)
- San Paulino † (21 de julio de 625 consagrado-10 de octubre de 644 falleció)
  - Sede vacante (644-664)
- San Chad † (664 consagrado-667 renunció)
- San Wilfredo I † (667-678 depuesto)
- San Bosa † (678-2 de octubre de 705 falleció)
- San Juan de Beverley † (705-718 renunció)
- San Wilfredo II † (718-732 renunció)
- Egberto † (732-735)

### Arzobispos de York
- Egberto † (735-19 de noviembre de 766 falleció)
- Aethelbert † (26 de abril de 767 consagrado-22 de diciembre de 780 falleció)
- Eanbald I † (780-11 de agosto de 796 falleció)
- Eanbald II † (14 de agosto de 796 consagrado-?)
- Wulfsige † (circa 812-?)
- Wigmund † (circa 831-?)
- Wulfhere † (854-893 falleció)
- Aethelbald † (895-?)
- Hrotheweard (Lodeward) †
  - Sede vacante (900-925)[nota 1]
- Wulfstan I † (939-26 de diciembre de 956 falleció)
- Oscytel † (956-31 de octubre de 970 o 972 falleció)
- Ethelwold † (972)
- San Oswaldo, O.S.B. † (972-29 de febrero de 993 falleció)
- Ealdwulf † (993-6 de mayo de 1002 falleció)
- Wulfstan II † (1002-28 de mayo de 1023 falleció)
- Aelfric Puttoc † (1023-22 de enero de 1051 falleció)
- Kynsige † (1051-22 de diciembre de 1060 falleció)
- Ealdred † (25 de diciembre de 1060 o 1061-11 de septiembre de 1069 falleció)
- Thomas de Bayeux † (29 de agosto de 1070 consagrado-18 de noviembre de 1100 falleció)
- Gerard de Ruan † (1101-21 de mayo de 1108 falleció)
- Thomas † (27 de junio de 1109 consagrado-24 de febrero de 1114 falleció)
- Thurstan † (1114[nota 2]-5 de febrero de 1140 falleció)
  - San Guillermo de York (William FitzHerbert) † (1143-1147) (arzobispo electo, destituido)
- Henry Murdac † (7 de diciembre de 1147 consagrado-14 de octubre de 1153 falleció)
- San Guillermo de York † (1153-8 de junio de 1154 falleció)[nota 3]
- Roger de Pont L'Évêque † (10 de octubre de 1154 consagrado-22 de noviembre de 1181 falleció)
  - Sede vacante (1181-1191)
- Godofredo Plantagenet † (18 de agosto de 1191 consagrado-18 de diciembre de 1212 falleció)
  - Simon Langton † (junio de 1215-agosto de 1215) (arzobispo electo)
- Walter de Gray † (27 de marzo de 1216-1 de mayo de 1255 falleció)
- Sewal de Bovil † (11 de marzo de 1256-10 de mayo de 1258 falleció)
- Godfrey Ludham † (22 de septiembre de 1258-12 de enero de 1265 falleció)
  - William Langton † (marzo de 1265-noviembre de 1265) (arzobispo electo)
  - San Buenaventura de Bagnoregio, O.F.M. † (24 de noviembre de 1265-octubre de 1266) (arzobispo electo)
- Walter Giffard † (15 de octubre de 1266-22 de abril de 1279 falleció)
- William de Wickwane † (19 de septiembre de 1279-26 de agosto de 1285 falleció)
- John le Romeyn † (17 de febrero de 1286-11 de marzo de 1296 falleció)
- Henry de Newark † (11 de marzo de 1297-15 de agosto de 1299 falleció)
- Thomas de Corbridge † (9 de marzo de 1300-22 de septiembre de 1303 falleció)
- William Greenfield † (8 de febrero de 1306-6 de diciembre de 1315 falleció)
- Guillermo de Melton † (28 de septiembre de 1317-4 de abril de 1340 falleció)
- William Zouche † (26 de junio de 1342-19 de julio de 1352 falleció)
- John Thoresby † (22 de octubre de 1352-6 de noviembre de 1373 falleció) (creado cardenal en 1361)
- Alexander Neville † (14 de abril de 1374-1388 depuesto)
- Thomas Arundel † (13 de junio de 1388-24 de noviembre de 1396 nombrado arzobispo de Canterbury)
- Robert Waldby, O.E.S.A. † (4 de enero de 1397-6 de enero de 1398 falleció)[19]
- Richard le Scrope † (15 de marzo de 1398-8 de junio de 1405 falleció)
  - Thomas Langley † (1405-1406) (arzobispo electo)
  - Robert Hallam † (22 de mayo de 1406-23 de octubre de 1407 nombrado obispo de Salisbury) (arzobispo electo)
- Henry Bowet † (7 de noviembre de 1407-20 de octubre de 1423 falleció)
  - Philip Morgan † (1423-1424) (arzobispo electo)
  - Richard Fleming † (14 de febrero de 1424-julio de 1425 renunció) (arzobispo electo)
- John Kemp † (20 de julio de 1425-28 de julio de 1452 nombrado arzobispo de Canterbury) (creado cardenal en 1439)
- William Booth † (28 de julio de 1452-12 de septiembre de 1464 falleció)
- George Neville † (15 de marzo de 1465-8 de junio de 1476 falleció)
- Lawrence Booth † (31 de julio de 1476-19 de mayo de 1480 falleció)
- Thomas Scott (Rotherham) † (7 de julio de 1480-29 de mayo de 1500 falleció)
- Thomas Savage † (18 de enero de 1501-3 de septiembre de 1507 falleció)
- Christopher Bainbridge † (22 de septiembre de 1508-14 de julio de 1514 falleció) (creado cardenal en 1511)
- Thomas Wolsey † (15 de septiembre de 1514-29 de noviembre de 1530 falleció)
- Edward Lee † (20 de octubre de 1531-17 de febrero de 1535 adhirió expresamente al acta de Supremacía)
  - Edward Lee † (20 de octubre de 1531-13 de septiembre de 1544 falleció) (arzobispo cismático anglicano)
  - Robert Holgate † (16 de enero de 1545-1554 renunció) (arzobispo cismático anglicano)
  - Henry de Bruto † (19 de febrero de 1546-?) (arzobispo electo, impedido de asumir)
- Nicholas Heath † (21 de junio de 1555-1559 destituido por la reina Isabel I)[nota 4]